# Anton Svetlin
Anton Svetlin, slovenski veterinar in politik, * 26. avgust 1953.
Med 16. marcem 1999 in 31. oktobrom 2000 je bil državni sekretar Republike Slovenije na Ministrstvu za kmetijstvo, gozdarstvo in prehrano Republike Slovenije.